# Birte Christoffersen
Birte Christoffersen (Copenhague, Dinamarca, 28 de marzo de 1924) es una clavadista o saltadora de trampolín danesa especializada en plataforma de 10 metros, donde consiguió ser medallista de bronce olímpica en 1948.

## Carrera deportiva
En los Juegos Olímpicos de 1948 celebrados en Londres (Reino Unido) ganó la medalla de bronce en los saltos desde la plataforma de 10 metros, con una puntuación de 66.04 puntos, tras las estadounidenses Victoria Draves (oro con 68 puntos) y Patricia Elsener (plata con 66.24 puntos).